# Philodromus molarius
Philodromus molarius este o specie de păianjeni din genul Philodromus, familia Philodromidae, descrisă de L. Koch, 1879.
Este endemică în Kazakhstan. Conform Catalogue of Life specia Philodromus molarius nu are subspecii cunoscute.